# Breznička (Prešov)
|  | No s'ha de confondre amb Breznička (Banská Bystrica). |

Breznička és un poble i municipi d'Eslovàquia. Es troba a la regió de Prešov, al nord del país.

## Història
La primera referència escrita de la vila data del 1408.

## Geografia
El municipi es troba a una altitud de 220 metres i té una superfície de 5,838 km². Té una població d'unes 130 persones.

## Demografia
| Godina             | 1994 | 2004   | 2014   | 2024   |
| ------------------ | ---- | ------ | ------ | ------ |
| Nombre de persones | 133  | 127    | 122    | 131    |
| Diferència         |      | −4,51% | −3,93% | +7,37% |

| Godina             | 2023 | 2024 |
| ------------------ | ---- | ---- |
| Nombre de persones | 131  | 131  |
| Diferència         |      | +0%  |